# Lựu đạn RGO
Lựu đạn RGO (Ruchnaya Granata Oboronitel'naya, dịch ra là "Lựu đạn Phòng thủ Cầm tay") là một loại lựu đạn văng mảnh của Liên Xô. Lựu đạn gồm 2 lớp văng mảnh dưới thân với cơ chế tương tự lựu đạn vỏ nhôm RGN, là "anh em song sinh" của lựu đạn RGO do được thiết kế và đưa vào biên chế cùng thời điểm. Lựu đạn sử dụng hệ thống đánh lửa kép UDZS để tùy chỉnh cả 2 chế độ nổ ngay khi chạm đất và hẹn giờ 3.2 tới 4.2 giây như lựu đạn thông thường. Ở chế độ nổ khi chạm đất, lựu đạn sẽ có khoảng thời gian an toàn 1-1.8 giây phòng trường hợp người lính làm rơi. Nếu cơ chế này không hoạt động (do hỏng hóc, rơi vào chất liệu mềm như bùn, nước, hoặc lực ném không đủ kích hoạt,...), lựu đạn vẫn sẽ tự phát nổ sau 3.2 tới 4.2 giây như bình thường. Đây chính là cơ chế kích nổ kép, đảm bảo lựu đạn sẽ phát nổ 100%. Các mảnh văng do lựu đạn tạo ra có thể gây sát thương nghiêm trọng trong vòng bán kính 6 mét (20 ft) tới 20 mét (66 ft), và bán kính gây thiệt hại có thể lên tới 100 mét (330 ft).
Khác với lựu đạn RGN với nửa dưới được chia làm 2 phần, Lựu đạn RGO có phần thân dưới chia thành 4 phần riêng biệt. Với vỗi phần tư có các đường cắt chéo theo họa tiết mắt cáo. Lựu đạn khi phát nổ sẽ xé phần thân lựu đạn ra từ những đường cắt này, sức nổ sẽ bắn các mảnh cắt đi gây sát thương. Ngoài ra, thiết kế kiểu này còn giúp người lính có thể phân biệt được lựu đạn RGO và RGN trong điều kiện ánh sáng kém.

## Lịch sử
Lựu đạn RGN và RGO được phát triển trong Dự án Базальт ("Basalt") trong Chiến tranh Liên Xô-Afghanistan để bổ sung và thay thế cho lựu đạn RGD-5 vốn đã lỗi thời từ đầu những năm 1950.
Khi chiến đấu ở địa hình đồi núi, quân đội Liên Xô nhận ra việc sử dụng lựu đạn là một ý tưởng không tốt. Khi ném lựu đạn, người lính phải tính toán thật chính xác để đạt hiệu quả cao. Việc ném gần là quá rủi ro vì địa hình dốc có thể làm quả lựu đạn lăn về hướng không mong muốn, tình huống tệ hơn có thể gây thiệt hại nặng cho quân mình. Trong khi ném xa quá vào phía kẻ địch lại kém hiệu quả do thời gian kích nổ quá lâu, quân địch đã có thể nhanh chóng ẩn nấp.
Lựu đạn RGO có thể giải quyết được vấn đề trên, vừa phát nổ ngay khi vừa chạm đất, không cho địch kịp thời gian phản ứng, vừa có khoảng thời gian an toàn để không bị kích nổ nếu người lính lỡ tay đánh rơi hoặc ném quá gần. Ngòi nổ nhạy có thể phát nổ ngay khi chạm vào bất cứ bề mặt nào, kể cả cát, tuyết hoặc nước.
Lựu đạn RGO hiện vẫn còn đang được sản xuất bởi Nga và Ukraine, được đưa vào biên chế cho nhiều quốc gia trên thế giới.